# Шенкова, Эва
Эва Шенкова (чеш. Eva Šenková ; 8 августа 1923, Пльзен — 3 декабря 2004, Добржиш, Чехия) — чешская и чехословацкая актриса

 театра, кино и телевидения, певица

 и танцовщица

.

## Биография
Родилась в семье актёров.
С детства любила петь, танцевать, играла в самодеятельных театральных коллективах. Училась балету, брала частные уроки вокала в Пльзене. В начале 1930- х годов переехал в Прагу, где в 1934
году начала выступать в театре оперетты Soubrette, с 1941 года перешла в театр Švanda (1941—1942).
После окончания Второй мировой войны два года играла в Театре «На Фидловачце» (Прага 4), откуда в 1947 году переехала в Оломоуц. В 1954 году была солисткой Музыкального театра в Карлине, где проработала до выхода на пенсию. Играла в классических и современных опереттах.
С 1940 года снималась в чехословацких фильмах, а затем и на телевидении. Исполнила роли в 14 фильмах.
Была замужем за актёром и режиссёром Франтишеком Полом (1898—1976). Дочь Яна Паулова.

## Избранная фильмография
- 1984 — Амадей — Марцеллина в «Женитьбе Фигаро»
- 1976 — Концерт для выживших — Вараёва
- 1971 — Бабушка — Справцова
- 1967 — Дита Саксова — хозяйка антикварного магазина
- 1964 — Хроника шута — графиня
- 1964 — Ковёр и мошенник
- 1960 — Пятый отдел — эпизод
- 1960 — Мститель
- 1959 — Пробуждение — мать Тонека
- 1947 — Никто ничего не знает